# Aellopos ixion
Aellopos ixion är en fjärilsart som beskrevs av Carl von Linné 1758. Aellopos ixion ingår i släktet Aellopos och familjen svärmare. Inga underarter finns listade i Catalogue of Life.